# Sébastien Cantini
Pour les articles homonymes, voir Cantini.
Sébastien Cantini est un footballeur français né le 31 juillet 1987 à Martigues évoluant au poste d'arrière latéral.

## Biographie
Formé au CS Sedan Ardennes, il y signe son premier contrat professionnel au cours de la saison 2007-2008.
Il s'impose progressivement dans le club jusqu'à devenir titulaire en tant que latéral droit, à partir de la saison 2008-2009. Polyvalent, il lui arrive lors de plusieurs matchs de jouer sur le côté gauche.
Il perd sa place avec la montée en puissance de Kassim Abdallah et est prêté une saison à Vannes pour conserver du temps de jeu. Titulaire lors de la première partie de saison, il est ensuite mis en concurrence avec Frédéric Duplus, prêté par Sochaux en janvier et devient remplaçant. Le club breton est relégué en National et Sébastien revient à Sedan où il a encore un an de contrat.
Le 8 juin 2012, il signe en faveur de l'Athlétic Club Arles-Avignon pour deux ans.
Le 12 mars 2017, il est observé pour son premier match en tant que candidat arbitre lors du match opposant le FC Martigues au SC Repos Vitrolles en catégorie U17 Honneur.

## Statistiques
| Saison                | Club                  | Championnat           | Championnat | Championnat | Coupe nationale | Coupe nationale | Coupe de la Ligue | Coupe de la Ligue | Total | Total |
| Saison                | Club                  | Division              | M.          | B.          | M.              | B.              | M.                | B.                | M.    | B.    |
| 2007-2008             | CS Sedan Ardennes     | Ligue 2               | 8           | 0           | 2               | 0               | -                 | -                 | 10    | 0     |
| 2008-2009             | CS Sedan Ardennes     | Ligue 2               | 28          | 0           | 3               | 0               | -                 | -                 | 31    | 0     |
| 2009-2010             | CS Sedan Ardennes     | Ligue 2               | 25          | 0           | 3               | 0               | 5                 | 0                 | 33    | 0     |
| 2010-2011             | Vannes OC (prêt)      | Ligue 2               | 25          | 0           | 2               | 0               | 2                 | 0                 | 29    | 0     |
| Sous-total            | Sous-total            | Sous-total            | 25          | 0           | 2               | 0               | 2                 | 0                 | 29    | 0     |
| 2011-2012             | CS Sedan Ardennes     | Ligue 2               | 23          | 1           | 2               | 1               | 4                 | 0                 | 29    | 2     |
| Sous-total            | Sous-total            | Sous-total            | 84          | 1           | 10              | 1               | 9                 | 0                 | 103   | 2     |
| 2012-2013             | AC Arles-Avignon      | Ligue 2               | 36          | 0           | 3               | 0               | 3                 | 0                 | 42    | 0     |
| 2013-2014             | AC Arles-Avignon      | Ligue 2               | 34          | 1           | -               | -               | 2                 | 0                 | 36    | 1     |
| Sous-total            | Sous-total            | Sous-total            | 70          | 1           | 3               | 0               | 5                 | 0                 | 78    | 1     |
| 2014-2015             | Paris FC              | National              | 19          | 0           | -               | -               | -                 | -                 | 19    | 0     |
| 2015-2016             | Paris FC              | Ligue 2               | 13          | 0           | 2               | 0               | 1                 | 0                 | 16    | 0     |
| Sous-total            | Sous-total            | Sous-total            | 32          | 0           | 2               | 0               | 1                 | 0                 | 35    | 0     |
| Total sur la carrière | Total sur la carrière | Total sur la carrière | 211         | 2           | 17              | 1               | 17                | 0                 | 245   | 3     |